# Odynerus meyeri
Odynerus meyeri är en stekelart som beskrevs av Cameron. Odynerus meyeri ingår i släktet lergetingar, och familjen Eumenidae.

## Underarter
Arten delas in i följande underarter:
- O. m. albolimbatus
- O. m. euryspilus
- O. m. expressus
- O. m. turneri
- O. m. pseudolateralis